# Perry Tuttle
Perry Tuttle (Lexington, 2 agosto 1959) è un ex giocatore di football americano statunitense che ha militato nel ruolo di wide receiver nella National Football League (NFL) e nella Canadian Football League (CFL).

## Carriera
Tuttle al college giocò a football con i Clemson Tigers dove vinse il campionato NCAA nel 1981. Fu scelto dai Buffalo Bills come 19º assoluto nel Draft NFL 1982. Vi giocò per due stagioni, totalizzando 24 ricezioni per 375 yard e 3 3 touchdown. Nel 1984 si divise tra gli Atlanta Falcons e i Tampa Bay Buccaneers, facendo registrare una sola ricezione da 7 yard con i primi. Il resto della carriera lo passò dal 1985 al 1991 con i Winnipeg Blue Bombers della CFL, con cui vinse due Grey Cup nel 1988 e nel 1990.

## Palmarès
- Grey Cup: 2

Winnipeg Blue Bombers: 1988, 1990